# アクティブリスニング
アクティブリスニング (Active listening)は、聴く側が能動的に準備をして、発する側からのメッセージの言語や非言語の意図を観察すると供に、発信側へ対しての傾聴しているという適切なフィードバックを送る行為である。
アクティブリスニングは、発信側と受信側の間に相互理解を醸成する。発信側は主張が伝わっているという確信が持てる上に、受信側は熱心に聴くことで、内容をよく理解することが出来るとされる。この概念は、1957年にカール・ロジャーズとリチャード・ファルソンによる論文で初めて提起された。  